# Borislav Novachkov
Borislav Novachkov –en búlgaro, Борислав Новачков– (Radnevo, 29 de noviembre de 1989) es un deportista búlgaro que compite en lucha libre.
Ganó dos medallas en el Campeonato Europeo de Lucha, plata en 2017 y bronce en 2014. Participó en los Juegos Olímpicos de Río de Janeiro 2016, ocupando el octavo lugar en la categoría de 65 kg.

## Palmarés internacional
| Campeonato Europeo | Campeonato Europeo | Campeonato Europeo | Campeonato Europeo |
| Año                | Lugar              | Medalla            | Categoría          |
| ------------------ | ------------------ | ------------------ | ------------------ |
| 2014               | Vantaa (Finlandia) | Medalla de bronce  | 65 kg              |
| 2017               | Novi Sad (Serbia)  | Medalla de plata   | 65 kg              |